# Jayma Mays
Jayma Suzette Mays (16. srpnja 1979.) je američka glumica. Najpoznatija je po ulogama u TV serijama "Ružna Betty", "Heroji" i "Glee".